# Haselünne
Haselünne é uma cidade da Alemanha localizada no distrito de Emsland, estado de Baixa Saxônia.